# Матвеев, Максим Александрович
Макси́м Алекса́ндрович Матве́ев (род. 28 июля 1982, Светлый, Калининградская область, РСФСР, СССР) — российский актёр театра, кино, телевидения, озвучивания и дубляжа, заслуженный артист России (2018).

## Биография
Макси́м Матве́ев родился 28 июля 1982 года в городе Светлый Калининградской области. Отец — Александр Матвеев, моряк, работал старшим помощником на рыболовецком судне. Мать — Людмила Владимировна, филолог, трудилась в библиотеке. Когда Максиму исполнилось три года, его родители развелись, и своего отца он никогда больше не видел. Воспитанием Максима в основном занимался его дед (по линии матери), Владимир Михайлович Земцов, который трудился на судоремонтном заводе в Светлом. Бабушка (по линии матери) работала билетёром в кинотеатре в городе Светлом, и у Максима была возможность посещать любые киносеансы столько раз, сколько ему хотелось.
В 1992 году Людмила Владимировна во второй раз вышла замуж. Вскоре отчим, тоже моряк, которого Максим считает своим отцом, перевёз всю семью в свой родной Саратов. От второго брака матери у Максима есть младший брат Владимир.
В 1999 году окончил среднюю школу № 2 имени В. П. Тихонова в Саратове с серебряной медалью. Ещё в школьные годы думал о поступлении в медицинский институт, но к окончанию школы решил поступать на юридический факультет Поволжской академии государственной службы имени П. А. Столыпина, однако судьба распорядилась иначе. Районный выпускной бал медалистов, на котором присутствовал Максим и принимал участие в различных играх и конкурсах, вёл театральный педагог Владимир Владимирович Смирнов, ученик Народной артистки СССР Валентины Александровны Ермаковой. Смирнов заметил Максима Матвеева и настоятельно посоветовал попробовать силы на театральном факультете. Таким образом, Матвеев сдавал вступительные экзамены сразу в два вуза: в академию госслужбы и на театральный факультет Саратовской государственной консерватории имени Л. В. Собинова. В результате был принят на учёбу в театральный вуз сразу на второй курс.
Первая главная роль — роль Вацлава Нижинского в дипломном спектакле «Божий клоун».
В 2002 году окончил театральный факультет Саратовской консерватории (курс Валентины Александровны Ермаковой).
Сразу после получения диплома отправился из Саратова в Москву, где поступил на актёрский факультет Школы-студии МХАТ (руководители курса — Игорь Яковлевич Золотовицкий и Сергей Иванович Земцов), который окончил в 2006 году, после чего был принят в труппу Московского Художественного театра имени А. П. Чехова, где, ещё будучи студентом, в 2003 году дебютировал в спектакле «Пьемонтский зверь», сыграв в нём роль рыцаря Жофрея.
С 2004 года по 2020 год сотрудничал с Московским театром-студией под руководством Олега Табакова, на сцене которого дебютировал в роли лорда Горинга в спектакле «Идеальный муж» по одноимённой комедии Оскара Уайльда в постановке Андрея Житинкина (премьера спектакля состоялась 18 ноября 2005 года).
25 сентября 2015 года принял участие в театрализованных онлайн-чтениях произведений А. П. Чехова «Чехов жив».
В 2017 году сыграл роль графа Вронского в художественном фильме и телесериале «Анна Каренина. История Вронского» режиссёра Карена Шахназарова. Роль Анны Карениной исполнила супруга Матвеева — Елизавета Боярская.
В мае 2019 года в Санкт-Петербурге начались съёмки телесериала «Шерлок в России» режиссёра Нурбека Эгена, где Максим Матвеев исполнил главную роль знаменитого лондонского частного сыщика Шерлока Холмса.
Занимается благотворительностью: с 2007 года на волонтёрской основе работал доктором-клоуном в Российской детской клинической больнице (РДКБ) РНИМУ имени Н. И. Пирогова в Москве, а в 2013 году вошёл в состав правления благотворительного фонда «Доктор Клоун» и стал художественным руководителем фонда.
Максим Матвеев является кандидатом в мастера спорта по фехтованию, увлекается верховой ездой.

## Личная жизнь

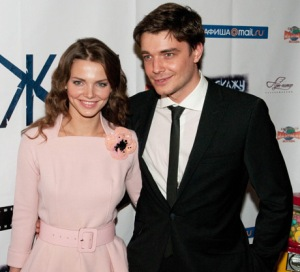
Максим Матвеев и Елизавета Боярская на премьере фильма «Не скажу» в кинотеатре «Кодак киномир». Москва, 16 ноября 2010 года.

- Первая жена (2008—2009) — Яна Викторовна Сексте (род. 6 апреля 1980), актриса[22].
- Вторая жена (с 2010 года) — Елизавета Михайловна Боярская (род. 20 декабря 1985), актриса, заслуженная артистка России (2018).
  - Сын — Андрей Максимович Матвеев (род. 7 апреля 2012)[23].
  - Сын — Григорий Максимович Матвеев (род. 5 декабря 2018)[24].

## Творчество

### Роли в театре

#### Дипломные работы
- «Королевские игры» по одноимённой пьесе Григория Горина — Перси, Кромвель
- «Божий клоун» по пьесе Гленна Бламстейна — Вацлав Фомич Нижинский
- «Дон Гуан» по пьесе «Каменный гость» А. С. Пушкина — Дон Гуан

#### Московский Художественный театр имени А. П. Чехова
- 2003 — «Пьемонтский зверь» по одноимённой пьесе Андрея Курейчика. Режиссёр-постановщик: Василий Сенин (премьера — 21 июня 2003 года) — рыцарь Жофрей / Брунсхальд[9]
- 2003 — «Последняя жертва», сценическая редакция Юрия Ерёмина одноимённой пьесы А. Н. Островского. Режиссёр-постановщик: Юрий Ерёмин (премьера — 15 декабря 2003 года) — Вадим Григорьевич Дульчин, молодой человек
- 2003 — «Кабала святош (Мольер)» по пьесе «Кабала святош» М. А. Булгакова. Режиссёр-постановщик: Адольф Шапиро (премьера — 9 сентября 2001 года) — Захария Муаррон, знаменитый актёр-любовник
- 2003 — «Священный огонь» по одноимённой пьесе Сомерсета Моэма. Режиссёр: Светлана Врагова (премьера — 15 января 2002 года) — Колин Тэбрет
- 2004 — «Король Лир» по одноимённой пьесе Уильяма Шекспира. Режиссёр: Тадаси Судзуки (премьера — 30 октября 2004 года) — Эдгар, сын графа Глостера
- 2004 — «Тартюф» по пьесе «Тартюф, или Обманщик» Ж. Б. Мольера. Режиссёр: Нина Чусова (премьера — 10 ноября 2004 года) — Валер, офицер
- 2005 — «Художник, спускающийся по лестнице» Тома Стоппарда. Режиссёр: Елена Невежина (премьера — 12 февраля 2005 года) — Битчем (молодой), художник, друг Мартелло и Доннера
- 2005 — «С любимыми расставайтесь» по одноимённой пьесе Александра Володина. Режиссёр-постановщик: Виктор Рыжаков (премьера — 8 марта 2005 года) — Миронов
- 2005 — «Солнце сияло» по одноимённой пьесе Анатолия Курчаткина. Режиссёр: Марина Брусникина (премьера — 29 марта 2005 года) — Юра Садок и Лёня Финько

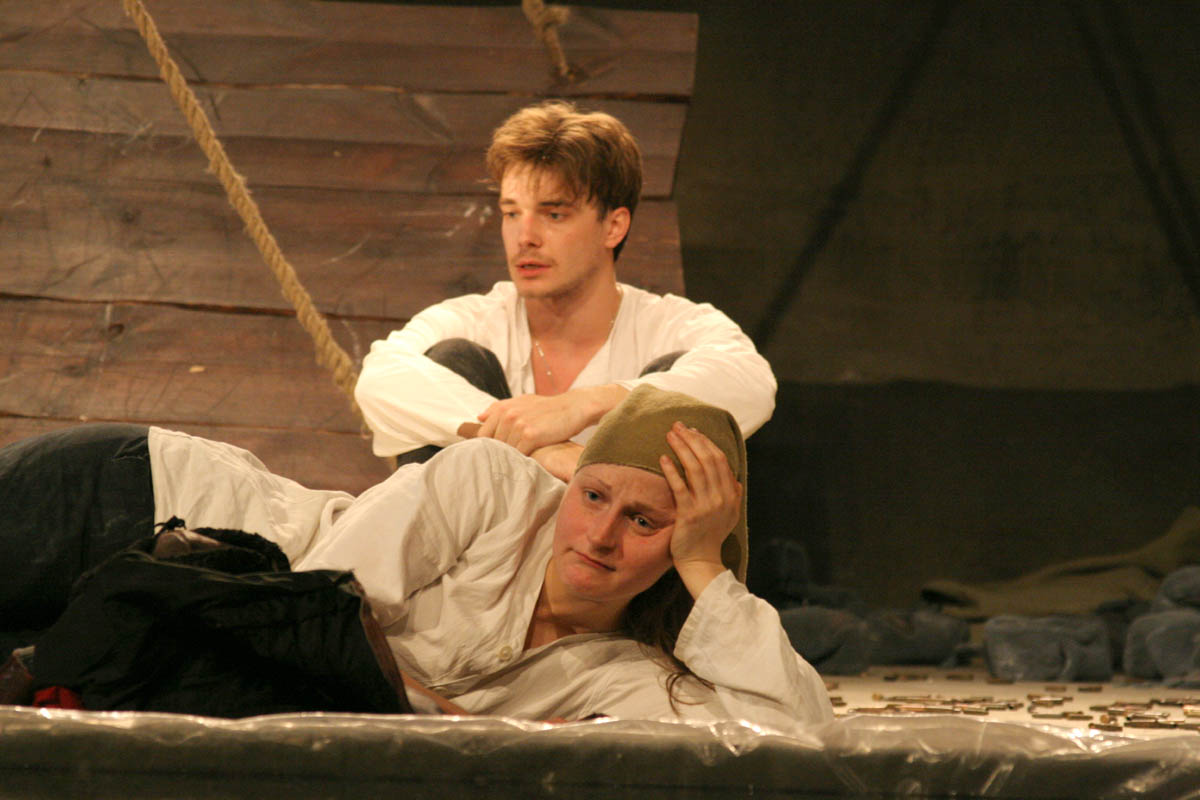
Максим Матвеев и Яна Сексте в сцене из спектакля «Сорок первый. Opus Posth» 29 сентября 2008 года.

- 2008 — «Сорок первый. Opus Posth.», сценическая версия повести «Сорок первый» Бориса Лавренёва. Режиссёр, художник, автор сценической версии: Виктор Рыжаков (премьера — 28 февраля 2008 года) — Вадим Николаевич Говоруха-Отрок, гвардии поручик Белой армии
- 2008 — «Конёк-горбунок», музыкальный спектакль для взрослых и детей по одноимённой пьесе братьев Пресняковых по мотивам одноимённой русской сказки в стихах Петра Ершова. Режиссёр: Евгений Писарев (премьера — 15 мая 2008 года) — Гаврила, Мужики на Рыбе, Крестьяне и Крестьянки, Продавцы и Покупатели, Звёзды и Рыбы
- 2009 — «Иванов», по одноимённой пьесе Антона Чехова. Режиссёр: Юрий Бутусов (премьера — 14 ноября 2009 года) — Михаил Михайлович Боркин, дальний родственник Иванова и управляющий его имением
- 2013 — «Идеальный муж. Комедия», сочинение Константина Богомолова по произведениям Оскара Уайльда. Режиссёр и автор инсценировки: Константин Богомолов (премьера — 10 февраля 2013 года) — отец Артемий[25]
- 2013 — «Карамазовы», фантазии режиссёра Константина Богомолова на тему романа «Братья Карамазовы» Фёдора Достоевского. Режиссёр: Константин Богомолов (премьера — 26 ноября 2013 года) — Перхотин, Миусов, Эксперт, Профессор, Патологоанатом
- 2014 — «Пьяные» по одноимённой пьесе Ивана Вырыпаева. Режиссёр: Виктор Рыжаков (премьера — 14 апреля 2014 года) — Лоуренс, муж Магды
- 2018 — «Солнце всходит», вечер-посвящение к 150-летию Максима Горького по документальной пьесе Михаила Дурненкова. Режиссёр: Виктор Рыжаков (премьера — 28 марта 2018 года) — Михаил Булгаков
- 2018 — «Человек из рыбы» по одноимённой пьесе Аси Волошиной. Режиссёр: Юрий Бутусов (премьера — 7 июля 2018 года) — Гриша Дробужинский, филолог, временно журналист, а так писатель[26]

#### Московский театр-студия под руководством Олега Табакова
- 2005 — «Идеальный муж» по одноимённой комедии Оскара Уайльда. Режиссёр-постановщик: Андрей Житинкин (премьера — 18 ноября 2005 года) — лорд Горинг, сын графа Кавершема[27]
- 2009 — «Волки и овцы» по одноимённой пьесе А. Н. Островского. Режиссёр-постановщик: Константин Богомолов (премьера — 15 октября 2009 года) — Аполлон Мурзавецкий, прапорщик в отставке, племянник помещицы Меропии Давыдовны Мурзавецкой[28]
- 2011 — «Дьявол» по одноимённой повести Л. Н. Толстого. Режиссёр: Михаил Станкевич (премьера — 30 ноября 2011 года) — Евгений Иванович Иртенев, молодой помещик[29]
- 2017 — «Кинастон» по пьесе (оригинальное название — «Complete Female Stage Beauty», 1999 год, перевод Михаила Барского) американского драматурга Джеффри Хэтчера. Режиссёр-постановщик: Евгений Писарев (премьера — 6 сентября 2017 года) — Эдвард Кинастон, последний актёр Англии эпохи Реставрации, исполнявший женские роли[30][31][32]

### Фильмография

#### Роли в кино

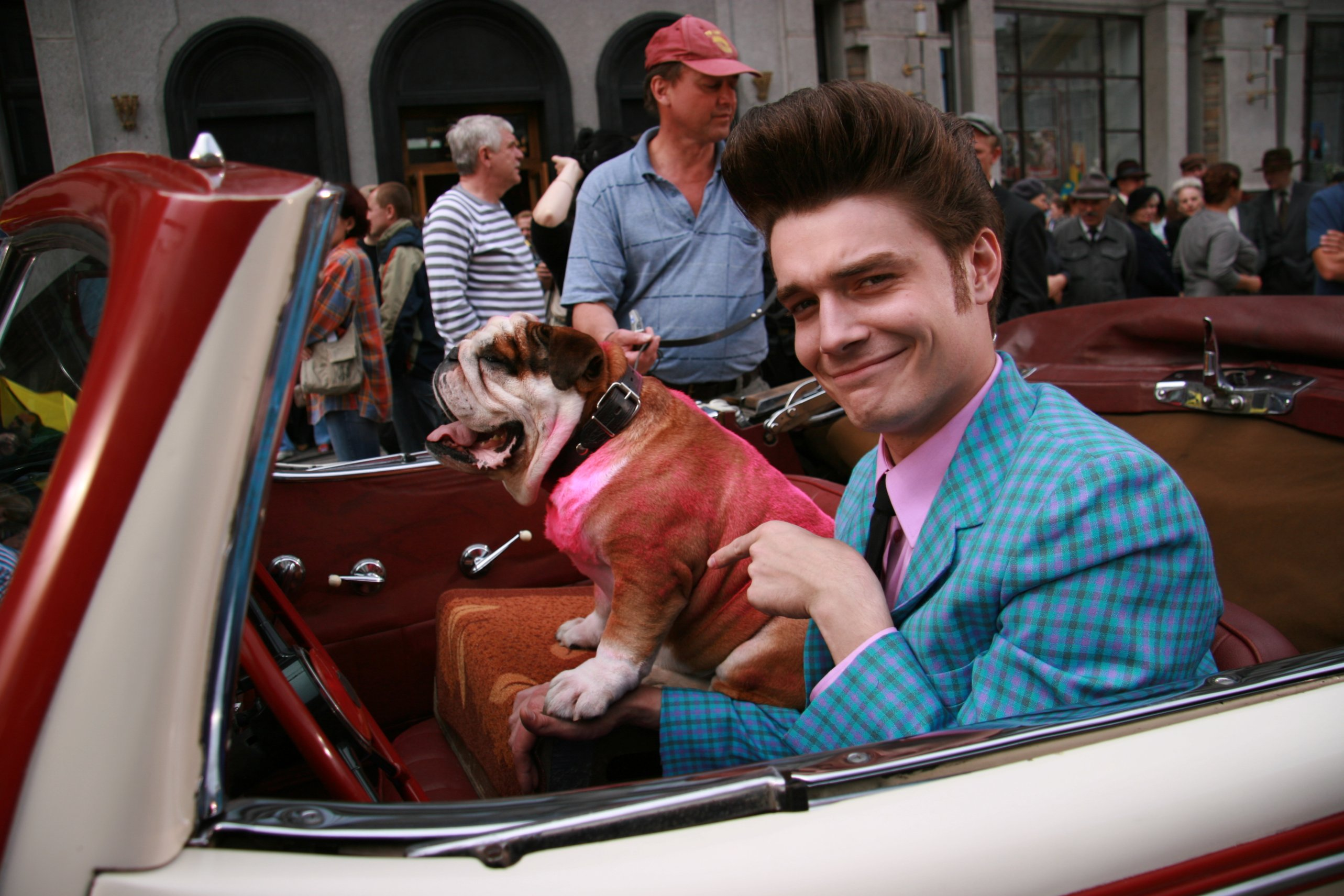
Максим Матвеев в роли Фреда в фильме «Стиляги» (2008).

1. 2007 — Тиски — Денис Орлов, диджей
2. 2007 — Спасибо за любовь! — Иван Аверин
3. 2008 — Стиляги — Фёдор (Фред), стиляга, позже ставший дипломатом
4. 2008 — Тариф «Новогодний» — Андрей, переводчик
5. 2009 — Пелагия и Белый бульдог — Аркадий Сергеевич Поджио
6. 2010 — Не скажу — Иван
7. 2010 — Счастливая покупка (короткометражный) — робот Светы[33]
8. 2010 — Тульский-Токарев — Артём Токарев
9. 2010 — Капитаны — Роман, жених Нины
10. 2011 — Сказка. Есть (новелла «Мир игрушек») — отец Дарьи
11. 2011 — На крючке! — Сергей Хлобышевский, бизнесмен
12. 2011 — Свадьба по обмену — Саша, банковский клерк
13. 2011 — Дед Мороз всегда звонит… трижды! —  Артур, одноклассник Ирины
14. 2011 — Охотники за бриллиантами — Леонид Бахер, рецидивист по прозвищу «Красавчик»
15. 2011 — Ялта-45 — Джон Уилби, он же Иван Сергеевич Ивлев
16. 2012 — Военный госпиталь — Василий Андреевич Бежин, военный врач, челюстно-лицевой хирург
17. 2012 — Август. Восьмого — Лёха, командир разведотряда (прототип — Алексей Юрьевич Ухватов)[34]
18. 2012 — Зоннентау — Семён Николаевич Харитонов в молодости, рядовой
19. 2012 — С Новым годом, мамы! (новелла «Счастливые числа») — Женя
20. 2012 — Мосгаз — Владислав Георгиевич Вихров, певец, артист Московского государственного театра музыкальной комедии (прототип — Владимир Ионесян)
21. 2012 — Последние римляне — Андрей Горячев
22. 2013 — Любовь за любовь — Александр Николаевич Григорьев, поручик
23. 2013 — Weekend — Игорь Алексеевич Лебедев, финансовый директор крупного холдинга
24. 2014 — Бесы — Николай Всеволодович Ставрогин
25. 2014 — Любит не любит — Алексей
26. 2014 — Форт Росс. В поисках приключений — Дмитрий Сергеевич Климов, тележурналист
27. 2015 — Контрибуция — Анатолий Николаевич Пепеляев, командующий 1 армейским корпусом Сибирской армии
28. 2015 — Следователь Тихонов — Григорий Петрович Белаш, настройщик музыкальных инструментов
29. 2016 — Мата Хари — Владимир Маслов, капитан
30. 2017 — Про любовь. Только для взрослых — Никита Орлов, кинозвезда
31. 2017 — Анна Каренина. История Вронского — Алексей Кириллович Вронский
32. 2017 — Демон революции — Алексей Николаевич Мезенцев, агент императорской контрразведки
33. 2017 — Троцкий — Фрэнк Джексон (Рамон Меркадер)
34. 2018 — Теория вероятности (Игрок) — Никита Пирогов, математик
35. 2018 — 2024 — Триггер («Провокатор»), четыре сезона — Артём Александрович Стрелецкий, психолог-психотерапевт[35][36][37]
36. 2019 — Союз спасения — Сергей Петрович Трубецкой, князь, полковник гвардии
37. 2020 — Беезумие — Максим
38. 2020 — (Не)случайные истории — Игорь Николаевич
39. 2020 — Шерлок в России — Шерлок Холмс[14][15]
40. 2022 — Домашнее поле — Антон Данин, генеральный директор клуба
41. 2022 — Союз Спасения. Время гнева — Сергей Петрович Трубецкой, князь, полковник гвардии
42. 2023 — Фандорин. Азазель — Николай III
43. 2023 — Мосгаз. Последнее дело Черкасова — Владислав Георгиевич Вихров, заключённый, серийный убийца по прозвищу «Мосгаз» (прототип — Владимир Ионесян)
44. 2023 — Триггер. Фильм — Артём Александрович Стрелецкий, психотерапевт
45. 2024 — Спойлер — Андрей Оболенский
46. 2024 — Триггер 3 — Артём Александрович Стрелецкий, психотерапевт

#### Дубляж
1. 2014 — Пингвины Мадагаскара — волк по кличке «Секрет»[38]
2. 2017 — Матильда — цесаревич Николай Александрович (роль Ларса Айдингера)[39]
3. 2017 — Ван Гог. С любовью, Винсент — Арман Рулен[40]

#### Озвучивание
1. 2009 — Обитаемый остров — Максим Каммерер (Мак Сим) (роль Василия Степанова)[41]
2. 2024 — Иные — герр Максимилиан Нойманн (роль Вольфганга Черни)[42]

#### Озвучивание мультфильмов
1. 2016 — Бременские разбойники — Трубин Гуд
2. 2018 — Волки и Овцы: Ход свиньёй — волк Серый

## Награды
- 2008 — лауреат театральной премии газеты «Московский комсомолец» (театральный сезон 2007/2008) в категории «Полумэтры» в номинации «Лучший актёрский дуэт» (вместе с Яной Сексте) — за исполнение роли белого гвардии поручика Вадима Говорухи-Отрока в спектакле «Сорок первый. Opus posth.» по мотивам повести «Сорок первый» Бориса Лавренёва в постановке Виктора Рыжакова на сцене Московского Художественного театра имени А. П. Чехова[9][43].
- 2011 — приз имени Александра Абдулова на IX Международном фестивале кинематографических дебютов «Дух огня» в городе Ханты-Мансийске «За лучшую женскую и мужскую роль в российском дебютном фильме, за лучший актёрский ансамбль» (совместно с Елизаветой Боярской) за 2010 год — за исполнение главной мужской роли (Ивана) в дебютном художественном фильме «Не скажу» (2010) режиссёра Игоря Копылова[44][45].
- 2012 — лауреат премии Олега Табакова «За возрождение на русской сцене образа героя — носителя высоких нравственных и духовных ценностей» — за исполнение роли Евгения Иртенева в спектакле «Дьявол» по одноимённой повести Л. Н. Толстого режиссёра Михаила Станкевича на сцене Московского театра-студии под руководством Олега Табакова[9][46].
- 2013 — лауреат премии Олега Табакова «За умение объединяться вокруг идеи и бесстрашно идти до конца» (в составе актёрского ансамбля) — за исполнение роли отца Артемия в спектакле «Идеальный муж. Комедия» по произведениям Оскара Уайльда в инсценировке и постановке Константина Богомолова на сцене Московского Художественного театра имени А. П. Чехова[9][46].
- 2014 — лауреат международной ежегодной театральной премии зрительских симпатий «Звезда театрала» в номинации «Лучший социальный проект» 2014 года — за деятельность благотворительного проекта фонда «Доктор Клоун», основанного актёрами Максимом Матвеевым и Яной Сексте в 2007 году в Москве[47][48].
- 2014 — лауреат премии «Событие года» за 2014 год в номинации «Мужской кинообраз года» по версии журнала «The Hollywood Reporter Russia» — за исполнение главной роли Николая Всеволодовича Ставрогина в четырёхсерийном телевизионном художественном фильме «Бесы» режиссёра Владимира Хотиненко[49][50].
- 2018 — почётное звание «Заслуженный артист Российской Федерации» (21 августа 2018 года) — за заслуги в области искусства[1].
- 2018 — лауреат театральной премии газеты «Московский комсомолец» (театральный сезон 2017/2018) в категории «Полумэтры» в номинации «Лучшая мужская роль» — за исполнение главной роли английского актёра Эдварда Кинастона в спектакле «Кинастон» по пьесе американского драматурга Джеффри Хэтчера «Complete Female Stage Beauty» в постановке Евгения Писарева на сцене Московского театра-студии под руководством Олега Табакова[9][51].
- 2018 — лауреат международной ежегодной театральной премии зрительских симпатий «Звезда театрала» в номинации «Лучшая мужская роль» 2018 года — за исполнение главной роли английского актёра Эдварда Кинастона в спектакле «Кинастон» по пьесе американского драматурга Джеффри Хэтчера «Complete Female Stage Beauty» в постановке Евгения Писарева на сцене Московского театра-студии под руководством Олега Табакова[48][52].
- 2021 —  победил в номинации «Лучшая мужская роль на телевидении» на премии «Золотой орёл 2020». Лучшую мужскую роль на телевидении актёр исполнил в сериале «Триггер», который вышел в 2020 году на «Первом канале». В киноленте речь шла о психологе, ведущем работу с помощью метода шоковой терапии.[53]
- 2023 — премия «ТЭФИ-2023» в номинации «Актер драматического сериала» в телесериале «Триггер 2»[54]